# LCM-6
LCM-6 är en landstigningsbåt som har använts av USA:s flotta sedan slutet av andra världskriget. LCM-6 är baserad på LCM-3, men är förlängd med 1,8 meter. Det flatbottnade skrovet är tillverkat av svetsat stål och drivs av två Detroit dieselmotorer, först V6:or på 348 hk och senare med V8:or på 460 hk. Lastdäcket är 4,3 × 17 meter och bärigheten är 34 ton, tillräckligt för en medeltung stridsvagn som M4 Sherman eller M41 Walker Bulldog.

## Varianter
Under Vietnamkriget modifierades många båtar för användning i Mobile Riverine Force. De modifierade båtarna skrotades efter kriget och de båtar som används idag är uteslutande av modellen Mike.
Mike
Mike är beteckningen på den ursprungliga konstruktionen avsedd för landstigning och transport. Under Vietnamkriget användes de även som tankbåtar för att försörja andra båtar i Mobile Riverine Force med bränsle.
Tango
Tango är beteckningen på de båtar som konverterats till bepansrade trupptransportbåtar. Lastdäcket var överbyggt med ett däckshus i trä, ofta med en helikopterplatta högst upp. Även styrhytten var utökad och bepansrad. Beväpningen bestod av fyra stycken Browning M1919 eller Browning M2 kulsprutor, två 20 mm automatkanoner och en 40 mm granatspruta.
Zippo
Zippo var båtar med motsvarande modifieringar som Tango fast med eldkastare i stället för automatkanoner. Även omodifierade båtar utrustades ibland med eldkastare genom att en M132 eldkastarbandvagn kördes in på lastdäck.
Douche
Som Zippo fast med vattenkanoner i stället för eldkastare. Vattenkanonerna användes för att vattenfylla bunkrar och värn och därmed dränka de fiender som fanns inuti.
Monitor
Monitor var likt äldre tiders monitorer beväpnade med en grovkalibrig kanon, oftast en 105 mm haubits kompletterad med pansarvärnspjäs och/eller granatkastare.
Charlie
Charlie var båtar utrustade för stridsledning.

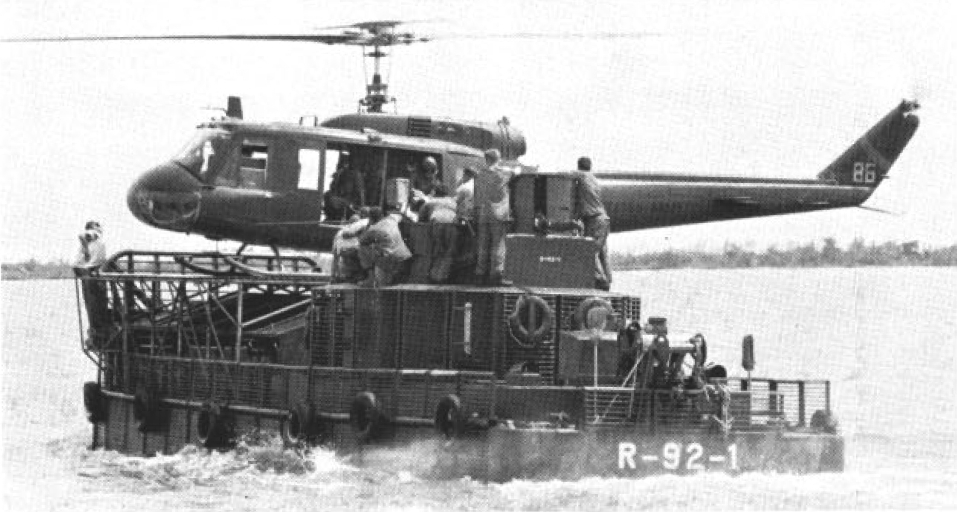
En Bell UH-1 Iroquois landar på en Tango någonstans i Mekongdeltat 1967.

Båtarna hade god eldkraft och var stryktåliga, men deras låga fart gjorde att de ofta hade svårt att dra sig ur bakhåll och andra strider. Det gjorde dem också till lättare mål för raketgevär som RPG-7. För att möta det hotet utrustades båtarna med galler som skulle utlösa granaterna innan de träffade skrovet.